# Лоджия Ланци
Лоджия Ланци (Лоджия деи Ланци, итал. La Loggia dei Lanzi) — лоджия, архитектурное сооружение на площади Синьории во Флоренции, одна из достопримечательностей города. Официальное название: Лоджия Синьории (итал. La Loggia della Signoria), поскольку здание выходит на площадь, где находится Палаццо Веккьо (Старый дворец), в котором заседала Синьория (итал. signoria — господство власти), орган городского самоуправления. От площади отходит улица Уффици (её называют «маленькой площадью»: итал. Piazzale degli Uffizi), на которой находится знаменитая картинная галерея Уффици.
В XVI веке великий герцог Тосканы Козимо I Медичи приспособил постройку для размещения корпуса стражи, частично состоявшей из наёмников-ландскнехтов (итал. lanzichenecchi, вооружённых алебардами (итал. lancia — копьё, пика). Считается, что оба слова дали повод к новому названию. Постройку также называют «Лоджией приоров» (Loggia dei Priori) и «Лоджией Орканьи» (Loggia dell'Orcagna), поскольку некоторое время автором здания считали Андреа ди Чионе по прозванию Орканья.
Лоджия построена в 1376—1382 годах под руководством Бенчи ди Чионе и Франческо Таленти. Здание предназначалось для собраний членов Флорентийской Синьории, проведения публичных собраний и праздников.

## Архитектура
Лоджия представляет собой сооружение, типичное для тосканского кватроченто: открытую с двух сторон угловую галерею, одной стороной выходящую на Площадь Синьории с Палаццо Веккьо. Постройка оформлена «аркадой по колоннам» — арками, опирающимися непосредственно на капители колонн. Этот приём, ставший классическим в сооружениях Филиппо Брунеллески, например в Воспитательном доме, создаёт истинно ренессансный образ и, одновременно, восходит к старому тосканскому обычаю.
В Лоджии деи Ланци арки опираются по готической традиции на пилоны, выглядящие как раскрепованные пилястры. В верхней части имеется пояс машикулей. Характерны также готические нервюры трёх парусных сводов внутри постройки. В антрвольтах арок на фасаде расположены четыре готических трифолия с аллегорическими фигурами добродетелей, сделанных на моделям Аньоло Гадди в 1383—1386 годах. В 1583 году Б. Буонталенти на крыше лоджии создал смотровую террасу с ажурным парапетом.
В настоящее время лоджия Ланци представляет собой своеобразный музей. В лоджии размещается экспозиция скульптурных произведений из собрания близлежащей Галереи Уффици.
По образцу флорентийской Лоджии деи Ланци в Мюнхене в 1841—1844 годах архитектором Фридрихом фон Гертнером по заказу короля Баварии Людвига I была построена лоджия Фельдхернхалле (нем. Feldherrnhalle — «Зал баварских полководцев»).

## Скульптура Лоджии деи Ланци
С образованием Великого герцогства Тосканского в 1569 году и отмены республиканского правления великий герцог Козимо I Медичи распорядился использовать Лоджию деи Ланци для размещения произведений скульптуры, отражающих идеи самодержавного правления.
По сторонам центрального входа на постаментах лестницы установлены две скульптуры мраморных львов, опирающихся лапой на шар; один (справа) представляет собой античное произведение I в. н. э., второй (слева) создан (изначально для виллы Медичи в Риме) по образцу первого в 1600 году скульптором Фламинио Вакка (скульптуры установлены в лоджии в 1780 году). Львы символизируют охрану и защиту от вражеских сил (шар — символ бдительности, атрибут «неусыпного стража»). Гипсовые копии и мраморные реплики флорентийских львов разошлись по свету, они установлены во многих зданиях, перед дворцами, в парках и загородных виллах.
Герцог Козимо I в 1545 году заказал скульптору Бенвенуто Челлини статую «Персея с головой Медузы» в качестве скрытой аллегории жестокости прошлого республиканского управления городом, символизируемого Медузой, из головы которой выползают змеи (городские раздоры), и победившего эти раздоры героя (герцог Козимо).
В трёх арках лоджии находятся скульптуры исключительной ценности, относящиеся к классической эпохе и периоду маньеризма: древнеримская реплика древнегреческой скульптуры «Менелай с телом Патрокла», другие позднеантичные скульптуры, «Похищение сабинянок» (1583) и «Геркулес и Кентавр» (1599) работы скульптора Джамболоньи, «Похищение Поликсены» (1860—1865) итальянского скульптора Пио Феди.